# Estació d'Hospital Clínic
Hospital Clínic és una estació de la L5 del Metro de Barcelona situada sota el carrer Rosselló al districte de l'Eixample de Barcelona.
L'estació va entrar en servei el 1969 com a part de la Línia V amb el nom d'Hospital Clínico fins que el 1982 amb la reorganització dels números de línies i canvis de nom d'estacions va adoptar el nom actual. Rep el nom per raó de la proximitat amb l'Hospital Clínic de la ciutat.
Està en construcció el perllongament de la línia L8 d'FGC procedent de Plaça Espanya fins a Gràcia passant per aquesta estació. Aquesta actuació es troba al PDI pels anys 2021-2030.

## Història
L'estació es planifica per primer cop al Pla d'Urgència de 1963 on es projecta una segona línia de metro transversal a Barcelona. L'estació queda aprovada al Pla de metros del 1966.
La parada s'obre el 3 de novembre de 1969 en posar-se en servei el tram inaugural de la linia V o Alt Transversal entre Santa Ramon (avui Collblanc) i Diagonal-Passeig de Gràcia.
El 2006 l'estació es va adaptar a persones amb mobilitat reduïda amb l'instal·lació d'ascensors i rampes. El 2010 es van renovar els paviments i sostres de l'estació a mes de millorar-ne la il·luminació.
A l'inici del 2024 es van iniciar les obres d'una segona estació sota el carrer Comte d'Urgell pel perllongament de la línia Llobregat-Anoia des de Plaça Espanya fins a Gràcia. Això va suposar que el 31 de maig de 2024 es tanqués l'accés que hi havia al carrer Comte d'Urgell.

## Serveis ferroviaris
| Metro de Barcelona             |             |       |                |                        |
| Procedència/Destinació         | <           | Línia | >              | Procedència/Destinació |
| Cornellà Centre                | Entença     |       | Diagonal       | Vall d'Hebron          |
| Línia Llobregat-Anoia de FGC   |             |       |                |                        |
| Projectat                      |             |       |                |                        |
| Molí Nou \| Ciutat Cooperativa | Pl. Espanya |       | Francesc Macià | Gràcia                 |
| Olesa de Montserrat            | Pl. Espanya |       | Francesc Macià | Gràcia                 |
| Martorell Enllaç               | Pl. Espanya |       | Francesc Macià | Gràcia                 |
| Monistrol de Montserrat        | Pl. Espanya |       | Francesc Macià | Gràcia                 |

## Accessos
- Carrer Rosselló
- Carrer Villarroel